# San Vicente de Piedrahíta
San Vicente de Piedrahíta es una localidad perteneciente al municipio de Cortes de Arenoso, en la provincia de Castellón, comunidad autónoma de la Comunidad Valenciana, España. En 2020 contaba con 120 habitantes.